# Ernest Blum

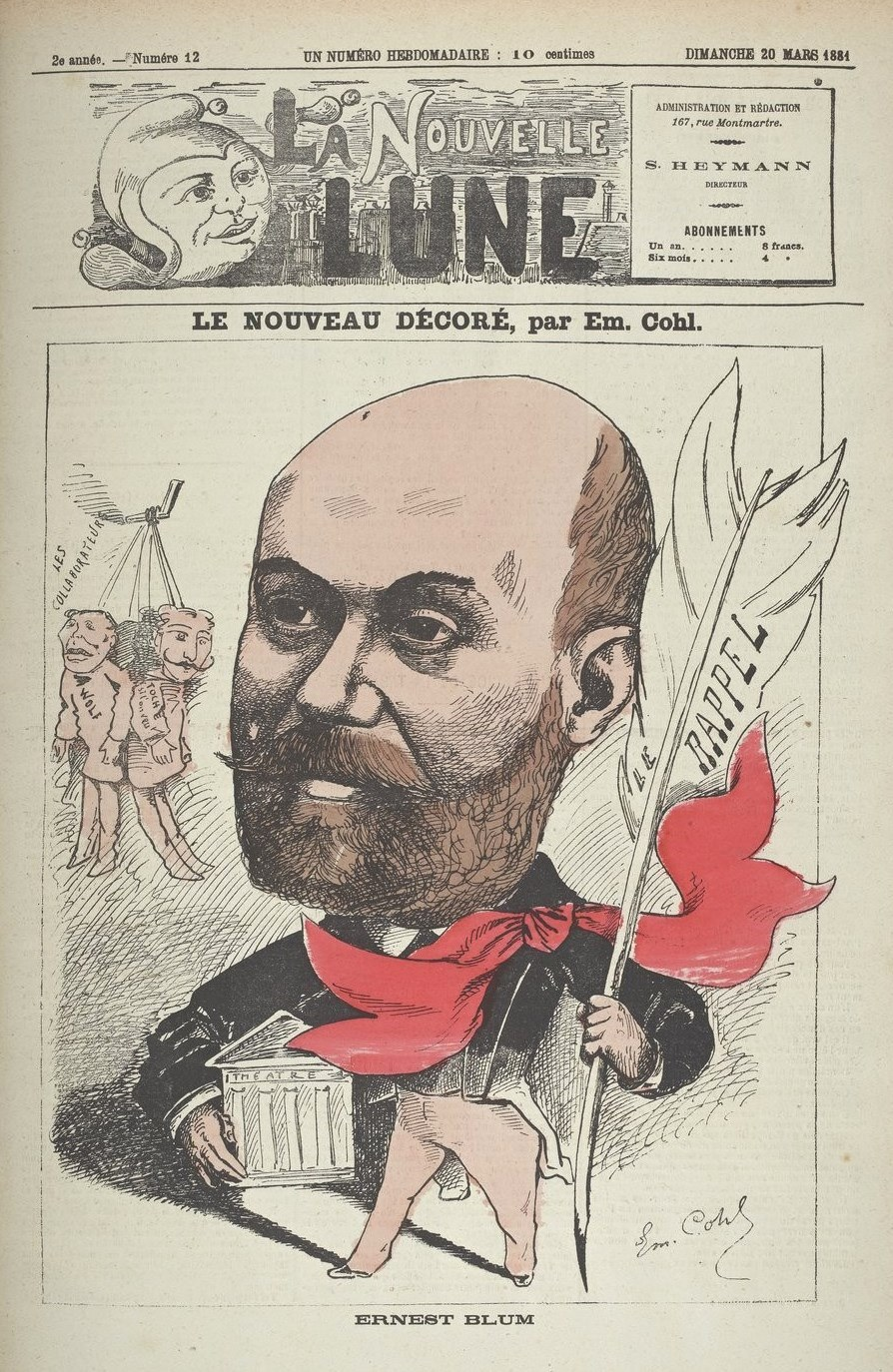
Ernest Blum, karikatyr 1881).

Ernest Blum, född 15 augusti 1836 i Paris, död där 18 september 1907, var en fransk teaterförfattare.
Blum skrev en rad lustspel och sensationsstycken, bland annat Rocambole (1864, tillsammans med Ponson du Terrail) och även libretton till en rad operor, däribland Jacques Offenbachs La jolie parfumeuse.